# Монье, Адриенна
Адриенна Монье (фр. Adrienne Monnier, 26 апреля 1892, Париж — 19 июня 1955, там же) — французская издательница, книготорговец, поэт и переводчик.

## Биография
Подруга и соратница Сильвии Бич, они познакомились в 1917. В 1915 Монье открыла на парижской улице Одеон (6-й округ) магазин «Дом друзей книги» (La Maison des Amis des Livres). Он стал небольшим, но авторитетным издательством и — вместе с расположенной напротив лавкой англоязычной книги Сильвии Бич «Шекспир и Компания» — превратился в культурный центр для французского и международного литературно-художественного сообщества между двумя мировыми войнами. Здесь устраивались литературные чтения, выставки, просто встречались десятки людей. В магазине постоянно бывали в разные годы:
- Андерсон, Шервуд
- Антейл, Джордж
- Аполлинер, Гийом
- Арагон, Луи
- Барни, Натали
- Барнс, Джуна
- Беньямин, Вальтер
- Бонфуа, Ив
- Бретон, Андре
- Валери, Поль
- Джойс, Джеймс
- Дюамель, Жорж
- Жамм, Франсис
- Жарри, Альфред
- Жид, Андре
- Жироду, Жан
- Камю, Альбер
- Клодель, Поль
- Кокто, Жан
- Колетт
- Кроули, Алистер
- Лакан, Жак
- Ларбо, Валери
- Лоуренс, Дэвид Герберт
- Мальро, Андре
- Мартен дю Гар, Роже
- Мийо, Дариус
- Миллер, Генри
- Мишо, Анри
- Мур, Марианна
- Паунд, Эзра
- Перс, Сен-Жон
- Полан, Жан
- Портер, Кэтрин Энн
- Превер, Жак
- Режан
- Рейес, Альфонсо
- Рильке, Райнер Мария
- Ромен, Жюль
- Рэй, Ман
- Саррот, Натали
- Сартр, Жан-Поль
- Сати, Эрик
- Сент-Экзюпери, Антуан де
- Сока, Сусана
- Стайн, Гертруда
- Супо, Филипп
- Уайлдер, Торнтон
- Фарг, Леон-Поль
- Фицджеральд, Фрэнсис Скотт
- Фройнд, Жизель
- Хемингуэй, Эрнест
- Эббот, Беренис

Монье издала несколько книг собственных стихотворений, участвовала в переводах прозы Джойса, напечатала поэму Элиота «Любовная песнь Дж. Альфреда Пруфрока», которую перевела вместе с С. Бич (1925), при её поддержке вышла в свет диссертация Жизель Фройнд о фотографии во Франции XIX века (1936). С 1925 Монье начала выпускать франкоязычный литературный журнал «Серебряный корабль», где публиковала, наряду со многими другими, свои переводы стихов У. Уитмена, У. К. Уильямса, Э. Э. Каммингса. Вышли 12 номеров журнала.
«Дом друзей книги» работал в годы Второй мировой войны и десятилетие после неё, в 1938—1945 издавалась также «Газета друзей книги».
В 1954 у Монье обнаружились глубокие нарушения слуха, она стала страдать галлюцинациями. Покончила с собой, приняв избыточную дозу снотворного.

## Сочинения
- La figure. Paris, 1923
- Les vertus. Paris: Société générale d’imprimerie et d'édition, 1926
- Fableaux. Paris: La Maison des Amis des Livres, 1932
- Les gazettes d’Adrienne Monnier: 1925—1945. Paris: Julliard, 1953
- Souvenirs de Londres; petite suite anglaise. Paris: Mercure de France, 1957
- Trois agendas d’Adrienne Monnier. Le Mesnil-sur-l’Estrée: Firmin-Didot, 1960
- Les poésies d’Adrienne Monnier. Paris: Mercure de France, 1962.
- The very rich hours of Adrienne Monnier. London: Millington, 1976 (дневники)
- Rue de l’Odéon. Paris: A. Michel, 1989 (автобиография)
- Aufzeichnungen aus der Rue de l’Odéon: Schriften 1917—1953. Frankfurt/M.: Suhrkamp, 1998